# Berta Bertè
Berta Bertè, pseudonimo di Angelica Iumiento (Napoli, 14 maggio 1980), è un'attrice e conduttrice televisiva italiana transgender conosciuta nel mondo LGBT per la sua partecipazione nel film premio Oscar La grande bellezza di Paolo Sorrentino (2013).

## Biografia
Nata con il nome di Angelica Iumiento, muove i primi passi nel mondo dello spettacolo dopo gli studi di danza e musical theatre al balletto di Roma. Esordisce a 17 anni nel tour folcloristico "Cantammore". Si trasferisce a Roma tra il 1999 e il 2000. Lavora nei villaggi turistici Samarcanda e Veratour e si avvicina al cinema con Mater Natura di Massimo Andrei. 
Il suo percorso professionale e artistico, caratterizzato dal sodalizio con la drag queen Karl du Pignè, la porta negli anni a calcare le scene della movida romana con i suoi show comici. A seguito della vittoria al concorso Miss Drag Queen Italia, nel 2005, approda al Muccassassina e Mamamia. Nel 2006 inizia il percorso di transizione e diventa una donna legalmente senza intervento di cambio sesso transgender. Nel 2011 partecipa al progetto, mai finito, del film Maquillage, opera prima di Giuliano Parodi, poi passato alla politica.
Bertè partecipa in seguito alle riprese del film Tutti i soldi del mondo. È la prostituta trans nel film premio Oscar La grande bellezza di Paolo Sorrentino, e ha lo stesso ruolo nel film di Cosimo Gomez Brutti e cattivi. Protagonista dell'opera prima di Aurora Piaggesi Merry Xmas. Nel 2022 interpreta Angelica e si esibisce con la sua voce nella serie di Amazon Prime Bang Bang Baby.

## Vita privata
- In un'intervista del 2007 dichiarò una frequentazione con un artista sceso in politica.
- Nel 2022, dopo 11 anni di convivenza, si è sposata a Roma.

## Riconoscimenti
- Nel 2005 vince il titolo nazionale di Miss Drag Queen Italia.

## Filmografia
- Cortina Express (film) di *Eros Puglielli (2024)
- Bang Bang Baby (Serie TV) di Michele Alhaique, Giuseppe Bonito e Margherita Ferri (2022)
- *(Im)perfetti criminali di Alessio maria Federici (2022)
- Merry Xmas (cortometraggio) di Aurora Piaggesi (2018)
- Brutti e cattivi (film) di Cosimo Gomez (2017)
- Tutti i soldi del mondo (film) di Ridley Scott (2017)
- *Shades of Blue (Serie TV) 1 episodi (2017)
- Amore oggi (film) di Giancarlo Fontana e Giuseppe G. Stasi (2014)
- La grande bellezza (*Film premio oscar) di Paolo Sorrentino (2013)
- Reality (film) di Matteo Garrone (2012)
- Good As You - Tutti i colori dell'amore (film) di Mariano Lamberti (2012)
- Maquillage (film) di Giuliano Parodi (2011)
- Anna e i cinque (fiction TV) di *Monica Vullo e Franco Amurri (2008)
- Una notte (film) di Toni D'Angelo (2007)
- *I Cesaroni (fiction TV) di *Francesco Vicario (2006)
- *Mater natura (film) di *Massimo Andrei (2005)
- L'apocalisse delle Scimmie (film) di *Romano Scavolini(2005)

## Televisione

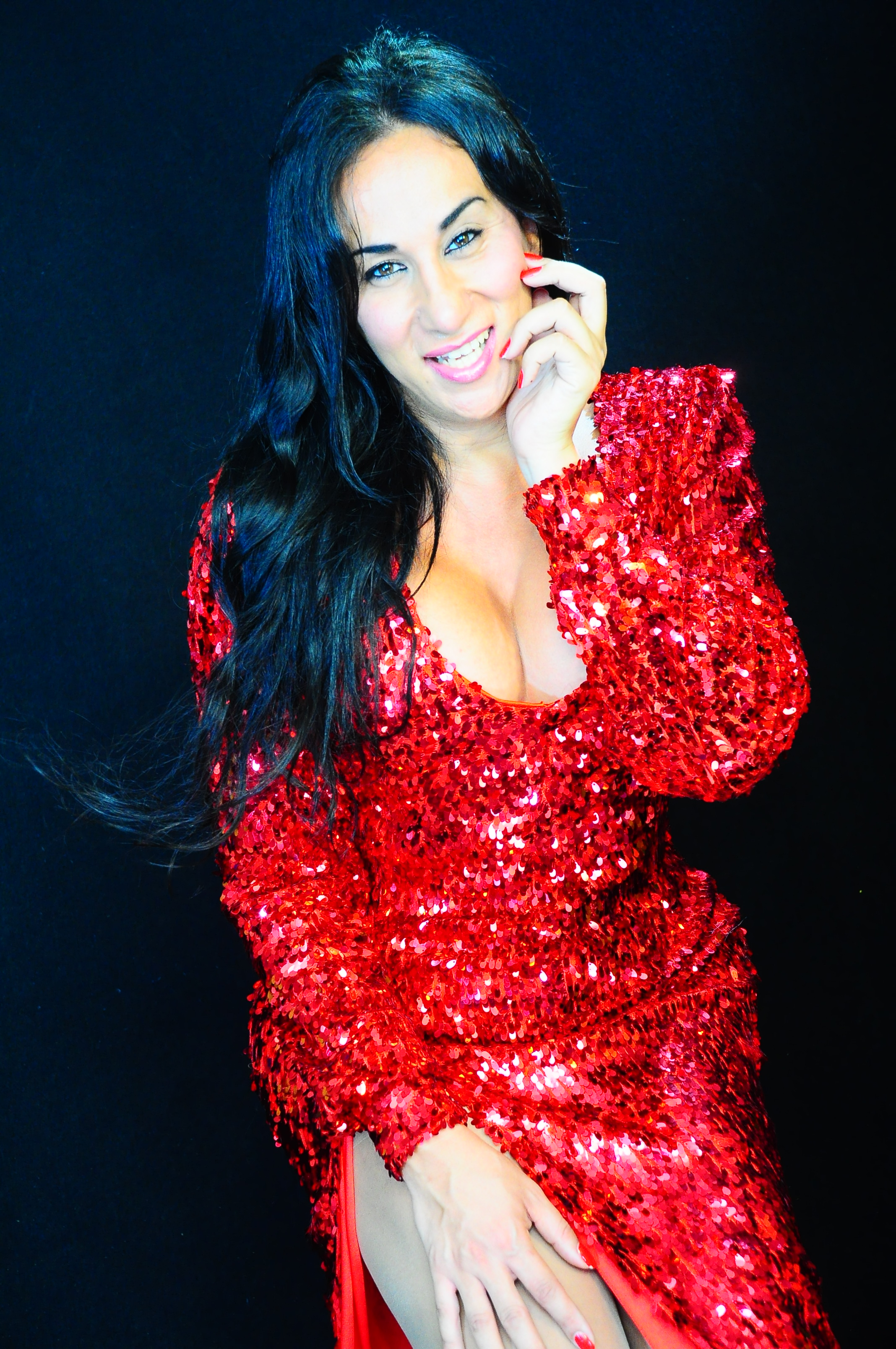
Berta Bertè

- Avanti un altro!
- Ciao Darwin
- A gentile richiesta
- Frankenstein
- Cronache marziane
- Lucignolo

## Teatro
- Dramma “Hanno ritrovato Baby Jane” - regia di Alessandro Sena
- Musical “Uccelli in Gabbia" - regia di Marco Simioli
- Prosa  “Goodnight Italia” - con Salvatore Marino
- Musical “Juliè Julyè” nel ruolo di Mercutjo versione Drag
- Musical Folcoristico “Cantammore” - regia di Antonello Rondi
- Musical “Nu Tantillo e Napule” - regia di G. Capodanno